# Station Varennes-sur-Allier
Station Varennes-sur-Allier is een spoorwegstation in de Franse gemeente Varennes-sur-Allier.

## Foto's

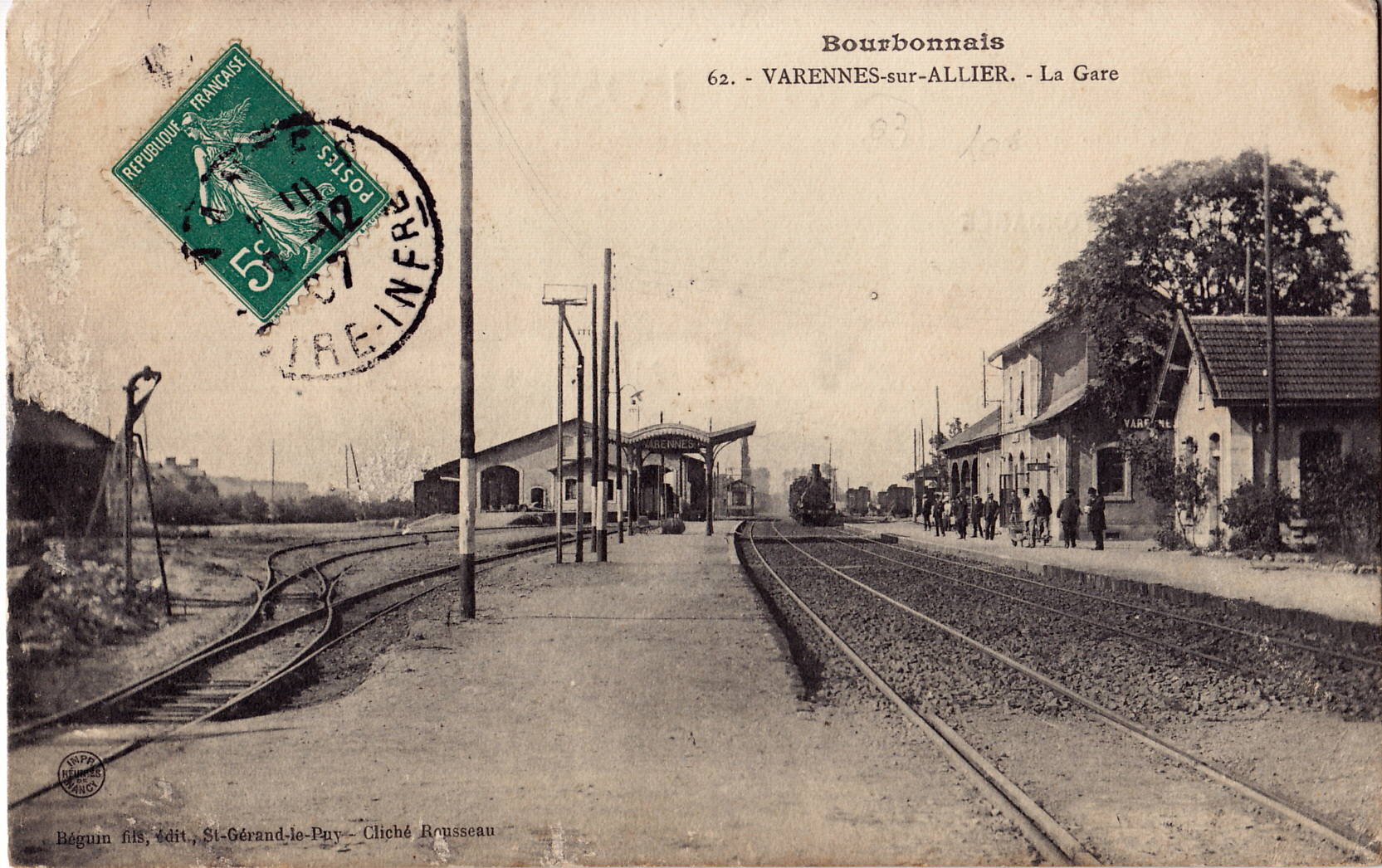